# Gianni Raimondi

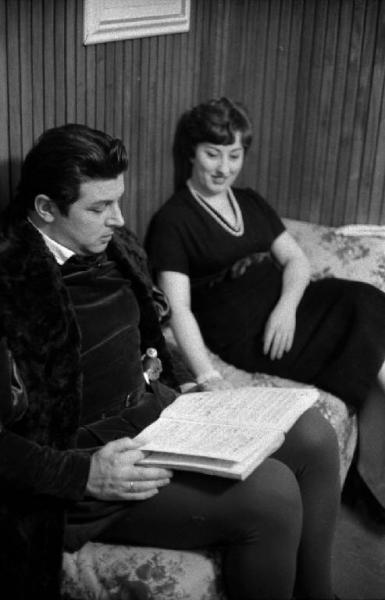
Gianni Raimondi y Gabriella Carturan, 1957

Gianni Raimondi (Bolonia, Italia, 17 de abril de 1923 - Pianoro, Italia, 19 de octubre de 2008) fue un tenor italiano.
Estudió en Mantua y en 1947 debutó como tenor lírico en la ciudad de Butrio, interpretando el papel del Duque en la ópera Rigoletto de Giuseppe Verdi. En 1948 interpretó en el teatro Comunale de Bolonia a Ernesto en la ópera Don Pasquale de Gaetano Donizetti.
En mayo de 1954 fue elegido como tenor para el estreno de la obra Il contrabasso, de Valentino Bucchi, que se estrenó en el Teatro della Pergola de Florencia. Dos años más tarde, en 1956, debutó en el Teatro de La Scala de Milán. En su debut en el teatro milanés actuó en la obra La Traviata de Verdi, junto a Maria Callas y dirigida por Carlo Maria Giulini. En 1957 volvió a actuar en La Scala con la obra de Donizetti, Anna Bolena.
Raimondi alcanzó la fama interpretando óperas de Gioachino Rossini, sobre todo Mosè in Egitto (1958) y Semiramide (1962). En la temporada operística de 1962-1963 interpretó a Rodolfo en La Bohème de Giacomo Puccini, dirigida por Herbert von Karajan. Entre 1969 y 1977 trabajó para la Staatsoper de Hamburgo.
Tras retirarse de los grandes escenarios, Raimondi se instaló en Budrio, ciudad que vio su debut como tenor.
- Datos: Q1334181
- Multimedia: Gianni Raimondi / Q1334181